# 유리카 (포켓몬스터)

## 설명
《포켓몬스터 XY》에 등장하며, 시트론의 동생이다. 애니메이션에서는 세레나, 시트론, 지우와 함께 모험을 떠난다.